# 卡拉 (多哥)
卡拉是位于多哥北部的一座城市，也是卡拉区的首府、行政和工业中心。2022年人口158,090人。
多哥总统纳辛贝·埃亚德马出生于该市。卡拉区（Kara）是多哥的五个区之一，东临贝宁，南面是中部区，西接加纳，北毗草原区。卡拉区的首府是卡拉，其他重要城市还有巴菲洛、巴萨、康代和尼亚姆图古，下分7省，分别是阿索里省、巴萨省、比纳省、当庞省、杜费尔古省、凯郎省和科扎省。